# عشق و صلح (آلبوم ژاپنی)
عشق و صلح سومین آلبوم استودیویی ژاپنی (مجموعاً هفتم) از گروه دخترانهٔ کره‌ای، گرلز جنریشن است. این آلبوم در تاریخ ۱۰ دسامبر ۲۰۱۳ در کشورهای منتخب آسیایی و توسط نایوتاویو رکوردز (یونیورسال میوزیک گروپ) برای دانلود دیجیتالی منتشر شد و در روز بعد نسخهٔ فیزیکی آن در ژاپن منتشر شد. این آخرین آلبوم استودیوی ژاپنی است که جسیکا در آن حضور داشت.
قبل از انتشار این آلبوم سه تک آهنگ منتشر شد: «دخترا و عشق» در رتبهٔ چهارم در فهرست اوریکون و رتبهٔ سه در صد آهنگ داغ ژاپن قرار گرفت، «کهکشان ابرنواختر»، در رتبهٔ سه فهرست اوریکون و همچنین در شمارهٔ چهار فهرست صد آهنگ داغ ژاپن قرار گرفت، همانند آهنگ «وای اوه وای». این آلبوم کمتر از یک ماه پس از انتشارش، توسط انجمن صنعت ضبط ژاپن (RIAJ) برای فروش ۱۰۰۰۰۰ نسخه، تأییدیهٔ طلا را دریافت کرد.

## پیشینه و توسعه
این آلبوم به صورت فیزیکی در چهار نسخه منتشر شد که هر نسخه شامل دوازده آهنگ مشابه بود. این چهار نسخه همچنین دارای سه جلد هنری متفاوت بودند که نسخهٔ محدود بلوری و دی‌وی‌دی جلد هنری مشابه داشتند.

## لیست آهنگ
| عشق و صلح – نسخهٔ استاندارد | عشق و صلح – نسخهٔ استاندارد                       | عشق و صلح – نسخهٔ استاندارد                                                            | عشق و صلح – نسخهٔ استاندارد                                                      | عشق و صلح – نسخهٔ استاندارد |
| شماره                      | نام                                              | سراینده                                                                               | آهنگساز                                                                         | مدت                        |
| -------------------------- | ------------------------------------------------ | ------------------------------------------------------------------------------------- | ------------------------------------------------------------------------------- | -------------------------- |
| ۱.                         | «دختران شایعه‌ساز»                                | کن کاتو                                                                               | کاناتا اوکاجیما، آندریاس اوبرگ، ماریا مارکوس                                    | ۳:۱۶                       |
| ۲.                         | «موتورسیکلت»                                     | آکیرا                                                                                 | اوبرگ، مارکوس                                                                   | ۳:۳۱                       |
| ۳.                         | «بروشورها»                                       | هیدوروری تاناکا                                                                       | استیون لی، سباستین توت، ددریک تات                                               | ۴:۰۳                       |
| ۴.                         | «کهکشان ابرنواختر»                               | فردریک تائو نوردس شوجولان، فرویدولین نوردس شوجولان، کامیکاورو، مارتین هوبرگ هایدگارد  | فردریک تائو نوردسو شوجولان، فرویدولین نوردسو شوجولان، کامیکاورو، هدیگارد        | ۳:۰۹                       |
| ۵.                         | «عشق و دخترا»                                    | کامیکاورو                                                                             | اریک لیدبوم، رونی سوندنسن، آن جودیت ویک                                         | ۳:۰۷                       |
| ۶.                         | «بیپ بیپ»                                        | جف میهارا، آن جودیت ویک، رونی سوندنسن، نرمین هارامباسیک، رابین جنسن، جونجی ایشیواتاری | جف میهارا، آن جودیت ویک، رونی سوندنسن، نرمین هارامباسیک، رابین جنسن، ایشیواتاری | ۳:۲۱                       |
| ۷.                         | «وای اوه وای»                                    | کامیکاورو، اریک لواندر، یلوا دیمبرگ، لوئیز شورورل                                     | کامیکاورو، لواندر، دیمبرگ، شورول                                                | ۳:۱۰                       |
| ۸.                         | «لب‌ها»                                           | ایشیواتاری                                                                            | دانیل "اوبی" کلین، چارلی تفت                                                    | ۳:۴۸                       |
| ۹.                         | «کت‌والک رو انجام بده»                            | ایشیواتاری                                                                            | اوکاجیما، اوبرگ، مارکوس                                                         | ۴:۰۱                       |
| ۱۰.                        | «پروانهٔ کارما»                                   | کامیکاورو                                                                             | کریستین وینتن، گریس تیثر                                                        | ۳:۱۲                       |
| ۱۱.                        | «لینگوآفرانکا» (リンガ・フランカ; Ringa Furanka) | تاناکا، آگاهااسپرینگ                                                                  | اوبرگ، جون هالگرن، دیم برگ                                                      | ۳:۰۷                       |
| ۱۲.                        | «عشق هرروزه»                                     | سارا ساکورایی                                                                         | تام دیکمایر، تیم هاوز، ابی موندرا، کاترینا برملی                                | ۳:۳۰                       |
| ۱۳.                        | «جین آبی» (آهنگ جایزه نسخهٔ باشگاه طرفداران)      | آکیرا                                                                                 | لیدبوم، آندریاس کارلسون                                                         | ۳:۲۸                       |
| مجموع مدت:                 | مجموع مدت:                                       | مجموع مدت:                                                                            | مجموع مدت:                                                                      | ۴۴:۴۶                      |

| نسخه محدود لوکس (بلوری) | نسخه محدود لوکس (بلوری)   | نسخه محدود لوکس (بلوری) |
| شماره                   | نام                       | مدت                     |
| ----------------------- | ------------------------- | ----------------------- |
| ۱.                      | «بیپ بیپ»                 | nil                     |
| ۲.                      | «عشق و دخترا»             | nil                     |
| ۳.                      | «کهکشان ابرنواختر»        | nil                     |
| ۴.                      | «وای اوه وای»             | nil                     |
| ۵.                      | «ساخت 'کهکشان ابرنواختر'» | nil                     |
| ۶.                      | «ساخت 'وای اوه وای'»      | nil                     |

| بلوری / دی‌وی‌دی نسخه محدود (بلوری یا دی‌وی‌دی) | بلوری / دی‌وی‌دی نسخه محدود (بلوری یا دی‌وی‌دی) | بلوری / دی‌وی‌دی نسخه محدود (بلوری یا دی‌وی‌دی) |
| شماره                                       | نام                                         | مدت                                         |
| ------------------------------------------- | ------------------------------------------- | ------------------------------------------- |
| ۱.                                          | «بیپ بیپ»                                   | nil                                         |
| ۲.                                          | «عشق و دخترا»                               | nil                                         |
| ۳.                                          | «عشق و دخترا» (نسخهٔ رقص)                    | nil                                         |
| ۴.                                          | «کهکشان ابرنواختر»                          | nil                                         |
| ۵.                                          | «کهکشان ابرنواختر» (نسخهٔ رقص)               | nil                                         |
| ۶.                                          | «وای اوه وای»                               | nil                                         |

## تاریخ انتشار
| کشورها    | تاریخ          | قالب                   | نسخه                | کمپانی            |
| --------- | -------------- | ---------------------- | ------------------- | ----------------- |
| برونئی    | ۱۰ دسامبر ۲۰۱۳ | بارگیری دیجیتال        | استاندارد           | یونیورسال میوزیک  |
| کامبوج    | ۱۰ دسامبر ۲۰۱۳ | بارگیری دیجیتال        | استاندارد           | یونیورسال میوزیک  |
| هنگ کنگ   | ۱۰ دسامبر ۲۰۱۳ | بارگیری دیجیتال        | استاندارد           | یونیورسال میوزیک  |
| هند       | ۱۰ دسامبر ۲۰۱۳ | بارگیری دیجیتال        | استاندارد           | یونیورسال میوزیک  |
| اندونزی   | ۱۰ دسامبر ۲۰۱۳ | بارگیری دیجیتال        | استاندارد           | یونیورسال میوزیک  |
| لائوس     | ۱۰ دسامبر ۲۰۱۳ | بارگیری دیجیتال        | استاندارد           | یونیورسال میوزیک  |
| مالزی     | ۱۰ دسامبر ۲۰۱۳ | بارگیری دیجیتال        | استاندارد           | یونیورسال میوزیک  |
| فیلیپین   | ۱۰ دسامبر ۲۰۱۳ | بارگیری دیجیتال        | استاندارد           | یونیورسال میوزیک  |
| سنگاپور   | ۱۰ دسامبر ۲۰۱۳ | بارگیری دیجیتال        | استاندارد           | یونیورسال میوزیک  |
| سریلانکا  | ۱۰ دسامبر ۲۰۱۳ | بارگیری دیجیتال        | استاندارد           | یونیورسال میوزیک  |
| تایوان    | ۱۰ دسامبر ۲۰۱۳ | بارگیری دیجیتال        | استاندارد           | یونیورسال میوزیک  |
| تایلند    | ۱۰ دسامبر ۲۰۱۳ | بارگیری دیجیتال        | استاندارد           | یونیورسال میوزیک  |
| ویتنام    | ۱۰ دسامبر ۲۰۱۳ | بارگیری دیجیتال        | استاندارد           | یونیورسال میوزیک  |
| ژاپن      | ۱۱ دسامبر ۲۰۱۳ | سی‌دی، دانلود دیجیتال   | استاندارد           | یونیورسال میوزیک  |
| ژاپن      | ۱۱ دسامبر ۲۰۱۳ | سی‌دی + دی‌وی‌دی یا بلوری | اولین پرس محدود     | یونیورسال میوزیک  |
| ژاپن      | ۱۱ دسامبر ۲۰۱۳ | سی‌دی + بلوری           | محدود               | یونیورسال میوزیک  |
| هنگ کنگ   | ۱۱ دسامبر ۲۰۱۳ | سی‌دی + دی‌وی‌دی یا بلوری | اولین پرس محدود     | یونیورسال میوزیک  |
| کره جنوبی | ۱۱ دسامبر ۲۰۱۳ | دانلود دیجیتال         | استاندارد           | اس.ام. انترتینمنت |
| استرالیا  | ۱۳ دسامبر ۲۰۱۳ | دانلود دیجیتال         | استاندارد           | یونیورسال میوزیک  |
| نیوزیلند  | ۱۳ دسامبر ۲۰۱۳ | دانلود دیجیتال         | استاندارد           | یونیورسال میوزیک  |
| تایوان    | ۱۸ دسامبر ۲۰۱۳ | سی دی                  | استاندارد           | یونیورسال میوزیک  |
| تایوان    | ۲۳ دسامبر ۲۰۱۳ | سی‌دی + بلوری           | نسخهٔ محدود فرست پرس | یونیورسال میوزیک  |
| اتریش     | ۱۲ فوریه ۲۰۱۴  | دانلود دیجیتال         | نسخه استاندارد      | یونیورسال میوزیک  |
| بلژیک     | ۱۲ فوریه ۲۰۱۴  | دانلود دیجیتال         | نسخه استاندارد      | یونیورسال میوزیک  |
| برزیل     | ۱۲ فوریه ۲۰۱۴  | دانلود دیجیتال         | نسخه استاندارد      | یونیورسال میوزیک  |
| دانمارک   | ۱۲ فوریه ۲۰۱۴  | دانلود دیجیتال         | نسخه استاندارد      | یونیورسال میوزیک  |
| آلمان     | ۱۲ فوریه ۲۰۱۴  | دانلود دیجیتال         | نسخه استاندارد      | یونیورسال میوزیک  |
| فنلاند    | ۱۲ فوریه ۲۰۱۴  | دانلود دیجیتال         | نسخه استاندارد      | یونیورسال میوزیک  |
| یونان     | ۱۲ فوریه ۲۰۱۴  | دانلود دیجیتال         | نسخه استاندارد      | یونیورسال میوزیک  |
| مجارستان  | ۱۲ فوریه ۲۰۱۴  | دانلود دیجیتال         | نسخه استاندارد      | یونیورسال میوزیک  |
| ایرلند    | ۱۲ فوریه ۲۰۱۴  | دانلود دیجیتال         | نسخه استاندارد      | یونیورسال میوزیک  |
| ایتالیا   | ۱۲ فوریه ۲۰۱۴  | دانلود دیجیتال         | نسخه استاندارد      | یونیورسال میوزیک  |
| هلند      | ۱۲ فوریه ۲۰۱۴  | دانلود دیجیتال         | نسخه استاندارد      | یونیورسال میوزیک  |
| نروژ      | ۱۲ فوریه ۲۰۱۴  | دانلود دیجیتال         | نسخه استاندارد      | یونیورسال میوزیک  |
| لهستان    | ۱۲ فوریه ۲۰۱۴  | دانلود دیجیتال         | نسخه استاندارد      | یونیورسال میوزیک  |
| پرتغال    | ۱۲ فوریه ۲۰۱۴  | دانلود دیجیتال         | نسخه استاندارد      | یونیورسال میوزیک  |
| اسپانیا   | ۱۲ فوریه ۲۰۱۴  | دانلود دیجیتال         | نسخه استاندارد      | یونیورسال میوزیک  |
| سوئد      | ۱۲ فوریه ۲۰۱۴  | دانلود دیجیتال         | نسخه استاندارد      | یونیورسال میوزیک  |
| سوئیس     | ۱۲ فوریه ۲۰۱۴  | دانلود دیجیتال         | نسخه استاندارد      | یونیورسال میوزیک  |
| انگلستان  | ۱۲ فوریه ۲۰۱۴  | دانلود دیجیتال         | نسخه استاندارد      | یونیورسال میوزیک  |